# Jobst Schnibbe
Jobst Schnibbe is een Duits acteur, die vooral in Nederland en België actief is.

## Biografie
Schnibbe speelde in 1989 een kleine rol in De avonden. Gastrollen had hij ook in Grijpstra & De Gier en Zwartboek. Grotere rollen speelde hij in Het bombardement en In Vlaamse velden. Hij wordt vaak gecast in oorlogsdrama's.

## Filmografie
- 2005: De Kavijaks
- 2006: Zwartboek
- 2008: TBS
- 2012: Het bombardement
- 2013: Marina
- 2014: In Vlaamse velden
- 2014: Lucia de B
- 2024: Juliet